# University Heights (Ohio)
Pour les articles homonymes, voir University Heights (homonymie).
University Heights est une ville située dans le comté de Cuyahoga, dans l'État de l'Ohio, aux États-Unis. Elle se trouve dans la banlieue Est de Cleveland. Lors du recensement de 2010, sa population s’élevait à 13 539 habitants. Sa superficie totale est de 4,71 km2.

## Éducation
La ville abrite l'université John Carroll.

## Source
- (en) Cet article est partiellement ou en totalité issu de l’article de Wikipédia en anglais intitulé « University Heights, Ohio » (voir la liste des auteurs).